# Sara Tommasi
Sara Tommasi (n. 9 iunie 1981, Narni, Umbria, Italia) este o actriță și personalitate de televiziune italiană. Ea a debutat în film în comedia Ultimi della classe (2008) în care a interpretat o profesoară care a apărut într-un calendar „sexy”. Tommasi însăși a apărut topless într-un Calendar Max din 2007. În 2010, ea a apărut nud într-un episod al serialului de televiziune Crimini.
Ea a avut relații cu fotbaliștii Mario Balotelli și Ronaldinho și a participat la petrecerile private ale fostului prim-ministru Silvio Berlusconi.

## Viata personala
A absolvit științe economice la Universitatea Bocconi din Milano. În prezent, locuiește în Egipt.

## Film pentru adulți
Primul film hardcore al Sarei Tommasi, Sara Tommasi: Il Mio Primo Film Hard, care a prezentat-o în scene sexuale explicite, nesimulate, a fost lansat în 2012.